# Триподальний ліганд

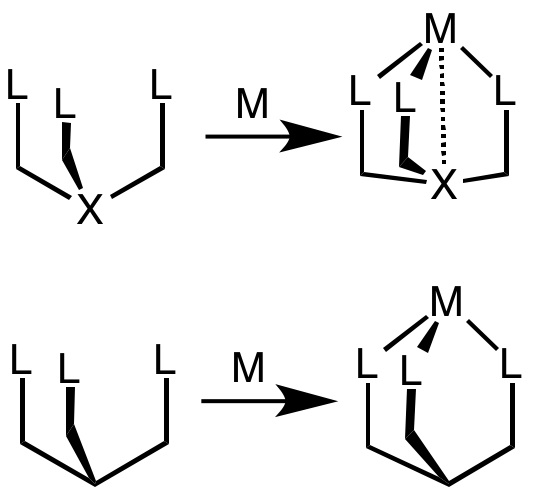
Утворення триподальних лігандів

Триподальний ліганд (англ. tripodal ligand) — ліганд, який містить три гілки, кожна з донорним атомом і відгалужується від центрального атома або групи. Цією центральною точкою може бути сам донорний атом.
Такі ліганди мають обмежену гнучкість, що спричиняється інколи до того, що донорні атоми не можуть зайняти місця, передбачені моделлю Кеперта.